# Храм Воскресения Словущего в Даниловской слободе
Храм Воскресения Словущего в Даниловской слободе — православный храм в Москве. Относится к Даниловскому благочинию Московской епархии Русской православной церкви. Посвящён празднику Воскресения Словущего. Расположен по адресу: Большой Староданиловский переулок, 3.

## История
Находится на первоначальном месте Данилова монастыря, перенесенного в XVI веке на новое место. Современное здание в стиле «ампир» построено в 1832—1837 годах по проекту архитектора Ф. М. Шестакова. Храм был закрыт в 1933 году, в здании был размещен производственный цех. Богослужения возобновлены в 1989 году.
В мае 1989 года после частичной реставрации в храме был освящен малым чином Никольский придел. С этого времени в храме стали проводиться регулярные богослужения. К 1998 году храм был полностью восстановлен.
Великое освящение храма было совершено Святейшим Патриархом Алексием II 14 августа 1998 года в праздник происхождения честных древ Животворящего Креста Господня.

## Архитектура
Храм построен в стиле позднего ампира. Обладает симметричной осевой композицией. К крупному четырёхстолпному четверику храма, завершённому купольной световой ротондой, с востока примыкает плоская прямоугольная в плане апсида, с запада — большая трапезная (престолы: Петра и Павла, Ильи Пророка, Иоанна Златоуста и Николая Чудотворца) и высокая трёхъярусная колокольня. Укрупнённому объёму четверика храма на его боковых фасадах соответствуют монументальные шестиколонные ионические портики «в антах». Характерный для ампира мотив прямоугольного проёма, вписанного в арочную нишу, использован в оформлении окон апсиды и трапезной, а также главного входа с западного фасада колокольни.

## Духовенство
- Настоятель храма — Протоиерей Игорь Зотикович
- Иерей Даниил Торопов[3]

## Святыни
- Чтимая икона Божией Матери «Нечаянная Радость»
- Икона великомученика Пантелеимона

## Престолы
Главный — Воскресения Словущего. В приделах:
- апостолов Петра и Павла
- пророка Илии
- святителя Иоанна Златоустого
- святителя Николая.